# Lista över damdubbelsegrare i Franska öppna
Huvudartikel, Franska öppna

## Lista
| År   | Mästare                                               | Finalmotståndare                             | Resultat            |
| ---- | ----------------------------------------------------- | -------------------------------------------- | ------------------- |
| 1925 | Suzanne Lenglen & Julie Vlasto                        | Evelyn Colyer & Kathleen McKane Godfree      | 6-1, 9-11, 6-2      |
| 1926 | Suzanne Lenglen & Julie Vlasto                        | Evelyn Colyer & Kathleen McKane Godfree      | 6-1, 6-1            |
| 1927 | Irene Bowder Peacock & Bobbie Heine                   | Peggy Saunders & Phoebe Holcroft Watson      | 6-2, 6-1            |
| 1928 | Phoebe Holcroft Watson & Eileen Bennett Whittingstall | Suzanee Deve & Sylvia Lafaurie               | 6-0, 6-2            |
| 1929 | Lili de Alvarez & Kea Bouman                          | Bobbie Heine & Alida Neave                   | 7-5, 6-3            |
| 1930 | Helen Wills Moody & Elizabeth Ryan                    | Simone Barbier & Simone Mathieu              | 6-3, 6-1            |
| 1931 | Eileen Bennett Whittingstall & Betty Nuthall          | Cilly Aussem & Elizabeth Ryan                | 9-7, 6-2            |
| 1932 | Helen Wills Moody & Elizabeth Ryan                    | Betty Nuthall & Eileen Bennett Whittingstall | 6-1, 6-3            |
| 1933 | Simone Mathieu & Elizabeth Ryan                       | Sylvie Jung Henrotin & Colette Rosambert     | 6-1, 6-3            |
| 1934 | Simone Mathieu & Elizabeth Ryan                       | Helen Hull Jacobs & Sarah Palfrey            | 3-6, 6-4, 6-2       |
| 1935 | Margaret Scriven & Kay Stammers                       | Ida Adamoff & Hilde Krahwinkel Sperling      | 6-4, 6-0            |
| 1936 | Simone Mathieu & Billie Yorke                         | Susan Noel & Jadwiga Jedrzejowska            | 2-6, 6-4, 6-4       |
| 1937 | Simone Mathieu & Billie Yorke                         | Dorothy Andrus & Sylvie Jung Henrotin        | 3-6, 6-2, 6-2       |
| 1938 | Simone Mathieu & Billie Yorke                         | Arlette Halff & Nelly Landry                 | 6-3, 6-3            |
| 1939 | Simone Mathieu & Jadwiga Jedrzejowska                 | Alice Florian & Hella Kovac                  | 7-5, 7-5            |
| 1940 | Spelades inte                                         |                                              |                     |
| 1941 | Spelades inte                                         |                                              |                     |
| 1942 | Spelades inte                                         |                                              |                     |
| 1943 | Spelades inte                                         |                                              |                     |
| 1944 | Spelades inte                                         |                                              |                     |
| 1945 | P. Fritz & Simone Iribarne Lafargue                   | Simone Mathieu & Myrtil Brunnarius           | 6-3, 6-1            |
| 1946 | Louise Brough & Margaret Osborne duPont               | Pauline Betz & Doris Hart                    | 6-4 0-6 6-1         |
| 1947 | Louise Brough & Margaret Osborne duPont               | Doris Hart & Patricia Canning Todd           | 7-5 6-2             |
| 1948 | Doris Hart & Patricia Canning Todd                    | Shirley Fry & Mary Arnold Prentiss           | 6-4, 6-2            |
| 1949 | Margaret Osborne duPont & Louise Brough               | Joy Gannon & Betty Hilton                    | 7-5, 6-1            |
| 1950 | Doris Hart & Shirley Fry                              | Louise Brough & Margaret Osborne duPont      | 1-6, 7-5, 6-2       |
| 1951 | Doris Hart & Shirley Fry                              | Beryl Barlett & Barbara Scofield             | 10-8, 6-3           |
| 1952 | Doris Hart & Shirley Fry                              | Hazel Redick-Smith & Julie Wipplinger        | 7-5, 6-1            |
| 1953 | Doris Hart & Shirley Fry                              | Maureen Connolly & Julia Sampson             | 6-4, 6-3            |
| 1954 | Maureen Connolly & Nell Hall Hopman                   | Maude Galtier & Suzanne Schmitt              | 7-5, 4-6, 6-0       |
| 1955 | Beverly Fleitz & Darlene Hard                         | Shirley Bloomer & Pat Ward                   | 7-5, 6-8, 13-11     |
| 1956 | Angela Buxton & Althea Gibson                         | Darlene Hard & Dorothy Knode                 | 6-8, 8-6, 6-1       |
| 1957 | Shirley Bloomer & Darlene Hard                        | Yola Ramirez & Rosie Reyes                   | 7-5, 4-6, 7-5       |
| 1958 | Rosie Reyes & Yola Ramirez                            | Mary Bevis Hawton & Thelma Coyne Long        | 6-4, 7-5            |
| 1959 | Sandra Reynolds Price & Renée Schuurman               | Yola Ramirez & Rosie Reyes                   | 2-6, 6-0, 6-1       |
| 1960 | Maria Bueno & Darlene Hard                            | Pat Ward Hales & Ann Haydon Jones            | 6-2, 7-5            |
| 1961 | Sandra Reynolds Price & Renée Schuurman               | Maria Bueno & Darlene Hard                   | walkover            |
| 1962 | Sandra Reynolds Price & Renée Schuurman               | Justina Bricka & Margaret Smith Court        | 6-4, 6-4            |
| 1963 | Ann Haydon Jones & Renée Schuurman                    | Robyn Ebbern & Margaret Smith Court          | 7-5, 6-4            |
| 1964 | Margaret Smith Court & Lesley Turner Bowrey           | Norma Baylon & Helga Schultze                | 6-3, 6-1            |
| 1965 | Margaret Smith Court & Lesley Turner Bowrey           | Françoise Durr & Jeanine Lieffrig            | 6-3, 6-1            |
| 1966 | Margaret Smith Court & Judith Tegart                  | Jill Blackman & Fay Toyne                    | 4-6, 6-1, 6-1       |
| 1967 | Françoise Durr & Gail Sherriff Chanfreau              | Annette Van Zyl & Pat Walkden                | 6-2, 6-2            |
| 1968 | Françoise Durr & Ann Haydon Jones                     | Rosie Casals & Billie Jean King              | 7-5, 4-6, 6-4       |
| 1969 | Françoise Durr & Ann Haydon Jones                     | Margaret Smith Court & Nancy Richey          | 6-0, 4-6, 7-5       |
| 1970 | Gail Sherriff Chanfreau & Françoise Durr              | Rosie Casals & Billie Jean King              | 6-1, 3-6, 6-3       |
| 1971 | Gail Sherriff Chanfreau & Françoise Durr              | Helen Gourlay Cawley & Kerry Harris          | 6-4, 6-1            |
| 1972 | Billie Jean King & Betty Stöve                        | Winnie Shaw & Christine Truman Janes         | 6-1, 6-2            |
| 1973 | Margaret Smith Court & Virginia Wade                  | Françoise Durr & Betty Stöve                 | 6-2, 6-3            |
| 1974 | Chris Evert & Olga Morozova                           | Gail Sherriff Chanfreau & Katja Ebbinghaus   | 6-4, 2-6, 6-1       |
| 1975 | Chris Evert & Martina Navratilova                     | Julie Anthony & Olga Morozova                | 6-3, 6-2            |
| 1976 | Fiorella Bonicelli & Gail Sherriff Lovera             | Kathy Harter & Helga Niessen                 | 6-4, 1-6, 6-3       |
| 1977 | Regina Marsíkova & Pam Teeguarden                     | Rayni Fox & Helen Gourlay Cawley             | 5-7, 6-4, 6-2       |
| 1978 | Mima Jaušovec & Virginia Ruzici                       | Lesley Turner Bowrey & Gail Sherriff Lovera  | 5-7, 6-4, 8-6       |
| 1979 | Betty Stöve & Wendy Turnbull                          | Françoise Durr & Virginia Wade               | 3-6, 7-5, 6-4       |
| 1980 | Kathy Jordan & Anne Smith                             | Ivanna Madruga & Adriana Villagran           | 6-1, 6-0            |
| 1981 | Rosalyn Fairbank & Tayna Harford                      | Candy Reynolds & Paula Smith                 | 6-1, 6-3            |
| 1982 | Martina Navratilova & Anne Smith                      | Rosie Casals & Wendy Turnbull                | 6-3, 6-4            |
| 1983 | Rosalyn Fairbank & Candy Reynolds                     | Kathy Jordan & Anne Smith                    | 5-7, 7-5, 6-2       |
| 1984 | Martina Navratilova & Pam Shriver                     | Claudia Kohde-Kilsch & Hana Mandlikova       | 5-7, 6-3, 6-2       |
| 1985 | Martina Navratilova & Pam Shriver                     | Claudia Kohde-Kilsch & Helena Suková         | 4-6, 6-2, 6-2       |
| 1986 | Martina Navratilova & Andrea Temesvari                | Steffi Graf & Gabriela Sabatini              | 6-1, 6-2            |
| 1987 | Martina Navratilova & Pam Shriver                     | Steffi Graf & Gabriela Sabatini              | 6-2, 6-1            |
| 1988 | Martina Navratilova & Pam Shriver                     | Claudia Kohde-Kilsch & Helena Suková         | 6-2, 7-5            |
| 1989 | Larisa Neiland & Natasha Zvereva                      | Steffi Graf & Gabriela Sabatini              | 6-4, 6-4            |
| 1990 | Jana Novotná & Helena Suková                          | Larisa Neiland & Natasha Zvereva             | 6-4, 7-5            |
| 1991 | Gigi Fernandez & Jana Novotná                         | Larisa Neiland & Natasha Zvereva             | 6-4, 6-0            |
| 1992 | Gigi Fernandez & Natasha Zvereva                      | Conchita Martinez & Arantxa Sánchez Vicario  | 6-3, 6-2            |
| 1993 | Gigi Fernandez & Natasha Zvereva                      | Larisa Neiland & Jana Novotná                | 6-3, 7-5            |
| 1994 | Gigi Fernandez & Natasha Zvereva                      | Lindsay Davenport & Lisa Raymond             | 6-2, 6-2            |
| 1995 | Gigi Fernandez & Natasha Zvereva                      | Jana Novotná & Arantxa Sánchez Vicario       | 6-7(6), 6-4, 7-5    |
| 1996 | Lindsay Davenport & Mary Joe Fernandez                | Gigi Fernandez & Natasha Zvereva             | 6-2, 6-1            |
| 1997 | Gigi Fernandez & Natasha Zvereva                      | Mary Joe Fernandez & Lisa Raymond            | 6-2, 6-3            |
| 1998 | Martina Hingis & Jana Novotná                         | Lindsay Davenport & Natasha Zvereva          | 6-1, 7-6(4)         |
| 1999 | Venus Williams & Serena Williams                      | Martina Hingis & Anna Kournikova             | 6-3, 6-7(2), 8-6    |
| 2000 | Martina Hingis & Mary Pierce                          | Virginia Ruano Pascual & Paola Suárez        | 6-2, 6-4            |
| 2001 | Virginia Ruano Pascual & Paola Suárez                 | Jelena Dokic & Conchita Martínez             | 6-2, 6-1            |
| 2002 | Virginia Ruano Pascual & Paola Suárez                 | Lisa Raymond & Rennae Stubbs                 | 6-4, 6-2            |
| 2003 | Kim Clijsters & Ai Sugiyama                           | Virginia Ruano Pascual & Paola Suárez        | 6-7(5), 6-2, 9-7    |
| 2004 | Virginia Ruano Pascual & Paola Suárez                 | Svetlana Kuznetsova & Jelena Likhovtseva     | 6-0, 6-3            |
| 2005 | Virginia Ruano Pascual & Paola Suárez                 | Cara Black & Liezel Huber                    | 4-6, 6-3, 6-3       |
| 2006 | Lisa Raymond & Samantha Stosur                        | Daniela Hantuchova & Ai Sugiyama             | 6-3, 6-2            |
| 2007 | Alicia Molik & Mara Santangelo                        | Katarina Srebotnik & Ai Sugiyama             | 7-6(5), 6-4         |
| 2008 | Anabel Medina Garrigues & Virginia Ruano Pascual      | Casey Dellacqua & Francesca Schiavone        | 2-6, 7-5, 6-4       |
| 2009 | Anabel Medina Garrigues & Virginia Ruano Pascual      | Viktoryja Azaranka & Jelena Vesnina          | 6-1, 6-1            |
| 2010 | Venus Williams & Serena Williams                      | Květa Peschke & Katarina Srebotnik           | 6-2, 6-3            |
| 2011 | Andrea Hlaváčková & Lucie Hradecká                    | Sania Mirza & Jelena Vesnina                 | 6-4, 6-3            |
| 2012 | Sara Errani & Roberta Vinci                           | Marija Kirilenko & Nadia Petrova             | 4-6, 6-4, 6-2       |
| 2013 | Jekaterina Makarova & Jelena Vesnina                  | Sara Errani & Roberta Vinci                  | 7–5, 6–2            |
| 2014 | Hsieh Su-wei & Peng Shuai                             | Sara Errani & Roberta Vinci                  | 6–4, 6–1            |
| 2015 | Bethanie Mattek-Sands & Czech Republic Lucie Šafářová | Casey Dellacqua & Jaroslava Sjvedova         | 3–6, 6–4, 6–2       |
| 2016 | Caroline Garcia & Kristina Mladenovic                 | Jekaterina Makarova & Jelena Vesnina         | 6–3, 2–6, 6–4       |
| 2017 | Bethanie Mattek-Sands & Lucie Šafářová                | Ashleigh Barty & Casey Dellacqua             | 6–2, 6–1            |
| 2018 | Barbora Krejčíková & Kateřina Siniaková               | Eri Hozumi & Makoto Ninomiya                 | 6–3, 6–3            |
| 2019 | Tímea Babos & Kristina Mladenovic                     | Duan Yingying & Zheng Saisai                 | 6–2, 6–3            |
| 2020 | Tímea Babos & Kristina Mladenovic                     | Desirae Krawczyk & Alexa Guarachi            | 6–4, 7–5            |
| 2021 | Barbora Krejčíková & Kateřina Siniaková               | Bethanie Mattek-Sands & Iga Świątek          | 6–4, 6–2            |
| 2022 | Caroline Garcia & Kristina Mladenovic                 | Coco Gauff & Jessica Pegula                  | 2–6, 6–3, 6–2       |
| 2023 | Hsieh Su-wei & Wang Xinyu                             | Leylah Fernandez & Taylor Townsend           | 1–6, 7–6 (7–5), 6–1 |
| 2024 | Coco Gauff & Kateřina Siniaková                       | Sara Errani & Jasmine Paolini                | 7–6 (7–5), 6–3      |
| 2025 | Sara Errani & Jasmine Paolini                         | Anna Danilina & Aleksandra Krunić            | 6–4, 2–6, 6–1       |